# شبه‌جزیره مورنینگتون و منطقه حفاظت شده حیات وحش بندر غربی
شبه‌جزیره مورنینگتون و منطقه حفاظت شده حیات وحش بندر غربی (به انگلیسی: Mornington Peninsula and Western Port Biosphere Reserve) یک ذخیره‌گاه زیست‌کره در استرالیا است که در ویکتوریا (استرالیا) واقع شده‌است.